# Camborne
Camborne (em córnico:  Kammbronn) é uma vila e civil parish a oeste da Cornualha, com 23.000 habitantes. Sua área participa de uma conurbação denomida área urbana de Camborn-Redruth, da qual fazem parte cerca de 40.000 habitantes. A localidade, posta em sua espacialidade, remonta a exploração mineira de carvão e estanho, a partir de uma análise que faça uma exposição temporal da constituição geológica ou geomorfológica de uma porção espacial vista em sua totalidade, na qual os séculos de XVIII e XIX ressaltaram a importância econômica da atividade mineradora.